# Bot (barca)
|  | Si cerqueu altres usos, vegeu bot. |

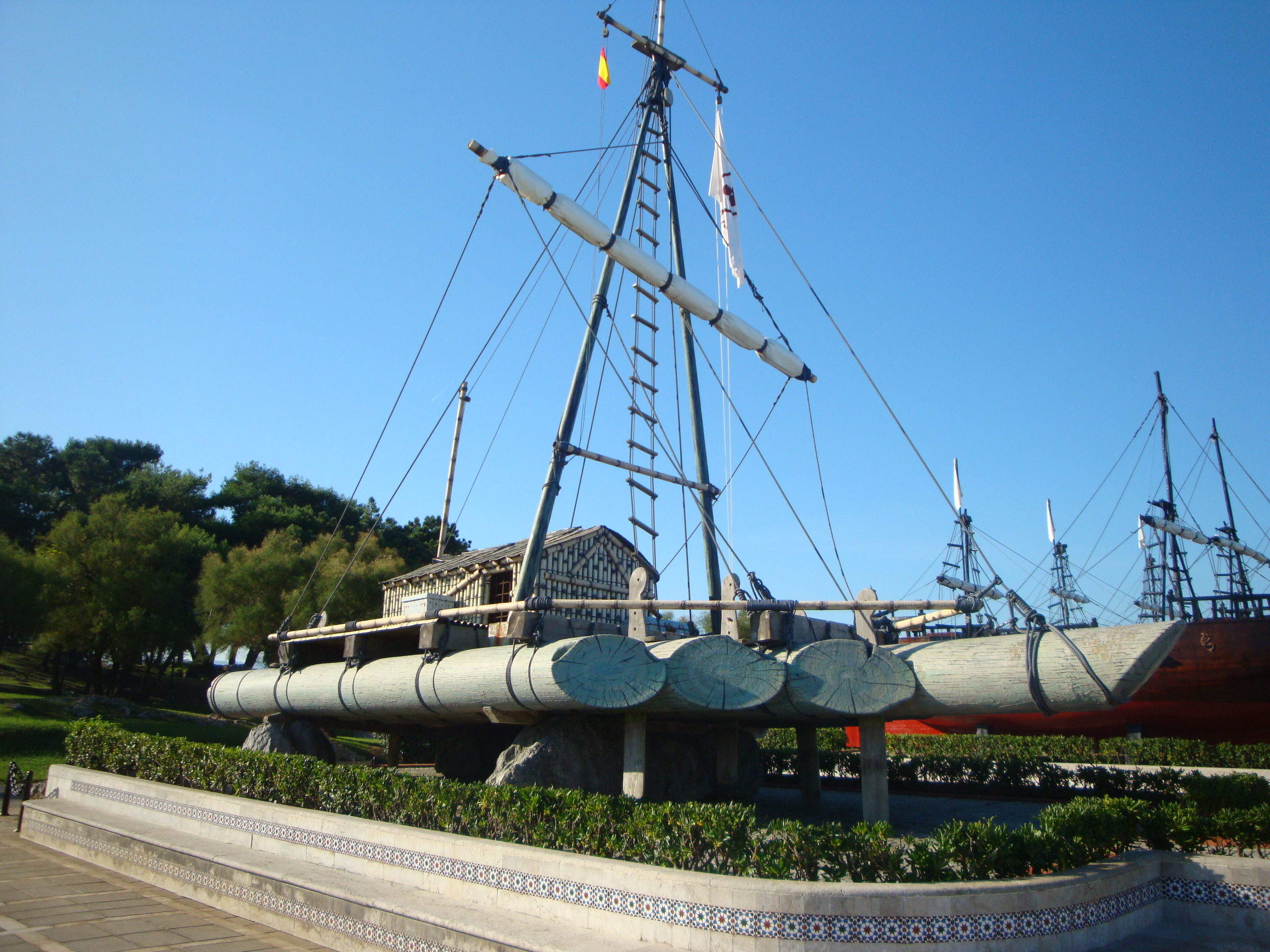
bBot ancorat a la península de la Magdalena, Santander.

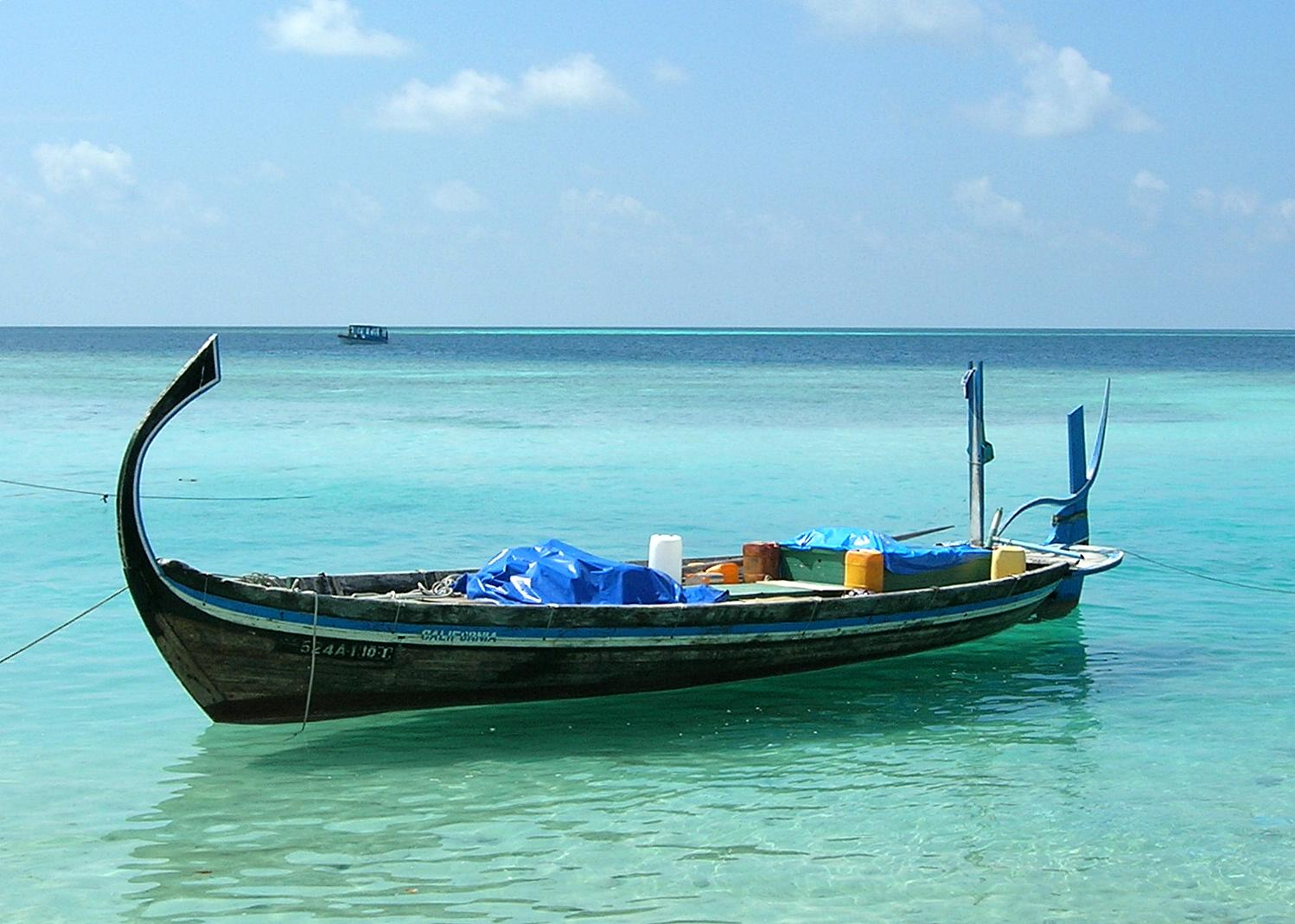
Doni, bot tradicional de pesca de les Maldives.

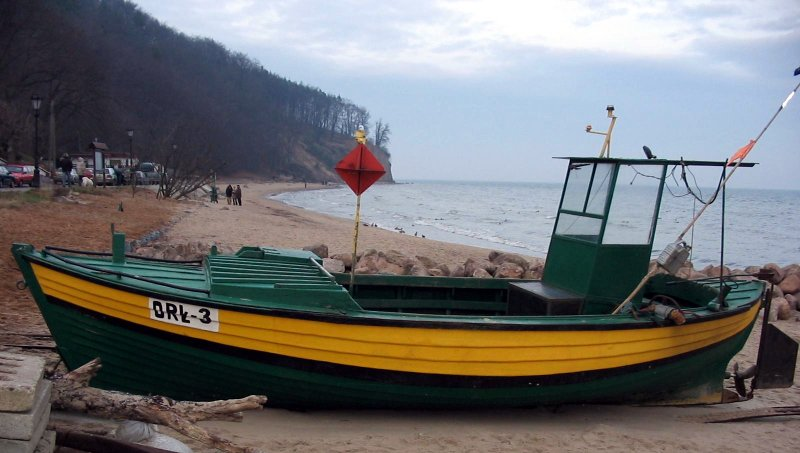
Bot a la platja.

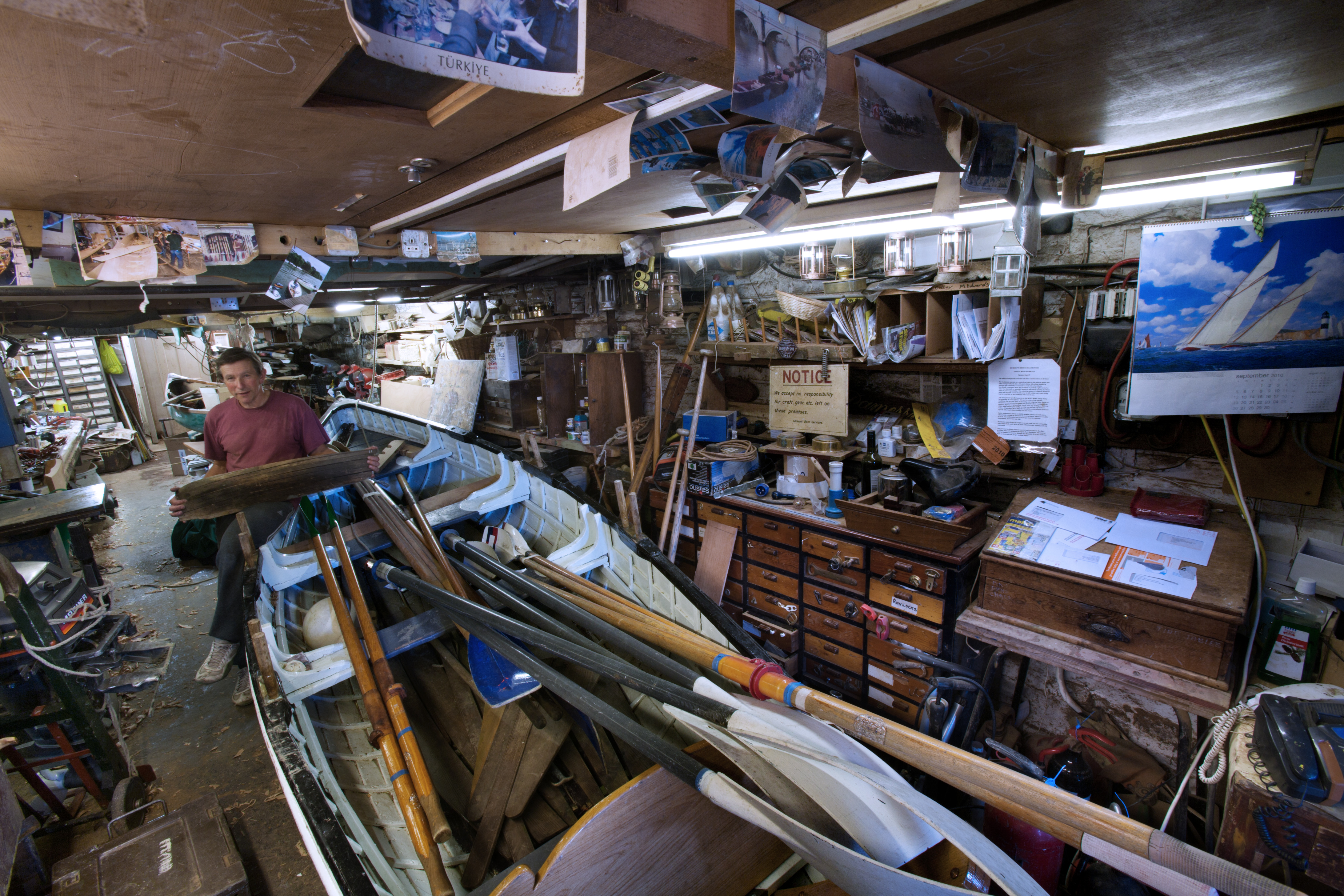
Constructor de bots a Londres.

Bot és una embarcació de petita eslora amb capacitat per surar i moure's en l'aigua, ja sigui dirigit o no pels seus ocupants. Respon a les necessitats de via marítima o fluvial i ofereix diverses activitats com el transport de persones o mercaderies, les guerres navals, la pesca, la navegació o altres serveis tals com la seguretat d'altres vaixells.

## Materials
Eren, i encara se segueixen construint, a força de fusta, ja que aquesta posseeix bones característiques d'impermeabilitat, a part de ser resistent als canvis d'humitat als quals es veurà sotmesa durant la vida útil de l'embarcació. Des de fa temps també és possible trobar bots fabricats amb fibra de vidre.
La seva propulsió pot ser a rem, a vela o a motor.
S'utilitzen per realitzar travessies de curta distància, principalment en la pesca tradicional, el turisme, esbarjo i com a mitjà de seguretat portant-los en embarcacions més grans per evacuar-les en casos d'emergència.

## Bots de rem de competició
En l'esport del rem s'usen uns bots amb algunes característiques especials destinades a aconseguir la màxima velocitat quan són moguts per la força humana dels esportistes. Són bots fins construïts normalment en fibra de vidre o carboni (originalment en fusta), amb capacitat per diversos remers segons modalitats (1,2 4 o 8 en el rem olímpic), que seuen mirant a popa i mouen el bot mitjançant els rems.